# Maison des Sciences de l'homme Paris-Nord
La Maison des Sciences de l'Homme Paris Nord (MSH Paris Nord) est une Maison des Sciences de l'Homme située à Saint-Denis, au nord de Paris.
Unité de Service et de Recherche (USR 3258), elle a trois tutelles : le Centre national de la recherche scientifique, l'Université Paris-VIII et l'Université Sorbonne Paris Nord.